# Nematanthus
Nematanthus Schrad., 1821 è un genere di piante angiosperme appartenente alla famiglia Gesneriaceae.

## Distribuzione e habitat
Il genere è endemico del versante atlantico del Brasile.

## Tassonomia
Il genere comprende le seguenti specie:
- Nematanthus albus Chautems
- Nematanthus australis Chautems
- Nematanthus bradei (Handro) Chautems
- Nematanthus brasiliensis (Vell.) Chautems
- Nematanthus corticola Schrad.
- Nematanthus crassifolius (Schott) Wiehler
- Nematanthus fissus (Vell.) L.E. Skog
- Nematanthus fluminensis (Vell.) Fritsch
- Nematanthus fornix (Vell.) Chautems
- Nematanthus fritschii Hoehne
- Nematanthus gregarius D.L.Denham
- Nematanthus hirtellus (Schott) Wiehler
- Nematanthus jolyanus (Handro) Chautems
- Nematanthus kautskyi Chautems & Rossini
- Nematanthus kuhlmanni (Handro) Chautems
- Nematanthus lanceolatus (Poir.) Chautems
- Nematanthus maculatus (Fritsch) Wiehler
- Nematanthus mattosianus (Handro) H.E. Moore
- Nematanthus mirabilis (Handro) Chautems
- Nematanthus monanthos (Vell.) Chautems
- Nematanthus punctatus Chautems
- Nematanthus pycnophyllus Chautems, T.Lopes & M.Peixoto
- Nematanthus sericeus (Hanst.) Chautems
- Nematanthus serpens (Vell.) Chautems
- Nematanthus striatus (Handro) Chautems
- Nematanthus strigillosus (Mart.) H.E. Moore
- Nematanthus teixeiranus (Handro) Chautems
- Nematanthus tessmannii (Hoehne) Chautems
- Nematanthus villosus (Hanst.) Wiehler
- Nematanthus wettsteinii (Fritsch) H.E. Moore
- Nematanthus wiehleri Chautems & M.Peixoto